# کوریون ناهاپتیان (دولتمرد)
کوریون گارنیکی ناهاپتیان (Կորյուն Գառնիկի Նահապետյան؛ زادهٔ ۲۳ ژوئیهٔ ۱۹۷۱) یک حقوق‌دان و سیاستمدار اهل ارمنستان است که از تاریخ ۲۰۰۷ تا تاریخ ۲۰۱۸ سمت نمایندگی دوره‌های چهارم تا ششم مجلس ملی جمهوری ارمنستان را برعهده داشت.

## زندگی‌نامه
در ۲۳ ژوئیهٔ ۱۹۷۱ در ایروان به دنیا آمد و از دانشکده حقوق دانشگاه دولتی ایروان فارغ‌التحصیل شد. 

## یادداشت
1. ↑  ՀՀ Ազգային ժողովի պաշտպանության, ազգային անվտանգության և ներքին գործերի մշտական հանձնաժողովի նախագահ